# Cantonul Saint-Dier-d'Auvergne
Cantonul Saint-Dier-d'Auvergne este un canton din arondismentul Clermont-Ferrand, departamentul Puy-de-Dôme, regiunea Auvergne, Franța.

## Comune
- Ceilloux
- Domaize
- Estandeuil
- Fayet-le-Château
- Saint-Dier-d'Auvergne (reședință)
- Saint-Flour
- Saint-Jean-des-Ollières
- Tours-sur-Meymont
- Trézioux